# Clase Wittelsbach
La clase Wittelsbach fue un grupo de cinco acorazados pre-dreadnoughts de la Kaiserliche Marine alemana. Fueron los cinco primeros acorazados construidos bajo la Ley de la Marina de Guerra de 1898 promovida por el almirante Alfred von Tirpitz. La clase estaba compuesta por el líder de la clase, el SMS Wettin, el SMS Zähringen, el SMS Schwaben y el SMS Mecklenburg. Todos los buques fueron puestos en grada entre 1899 y 1900, y completados en 1904. Los buques de la clase Wittelsbach eran similares en apariencia a sus predecesores de la clase Kaiser Friedrich III, aunque eran de cubierta principal corrida, en oposición al castillo de proa que poseían aquellos, y estaban dotados de un cinturón blindado en una zona mayor. Su armamento era idéntico, aunque su eficacia fue mejorada.
Los buques fueron asignados entre 1902 y 1904, uniéndose a la I escuadra de la flota. Quedaron rápidamente obsoletos, tras la entrada en servicio del revolucionario HMS Dreadnought en 1906. Tras el inicio de la Primera Guerra Mundial en 1914, no permanecieron mucho tiempo en servicio en primera línea, aunque participaron en algunas acciones contra Rusia en el Báltico. En 1916 los cinco buques fueron desarmados y empleados en tareas secundarias. Los Wittelsbach, Wettin y Schwaben fueron utilizados como buques escuela, el Mecklenburg fue usado como buque prisión y posteriormente como barracón a flote para las tripulaciones de submarinos, y el Zähringen fue utilizado como buque objetivo. Todos los buques salvo el Zähringen fueron desguazados entre 1921–22. El Zähringen fue reconstruido como buque objetivo manejado por control remoto a mediados de la década de 1920. Durante la Segunda Guerra Mundial, resultó gravemente dañado en un bombardeo en 1944, siendo echado a pique en los días finales de la guerra. Fue desguazado in situ entre 1949–50.

## Diseño

### Armamento
El armamento de los buques era casi idéntico a los de la precedente clase Kaiser Friedrich III. Consistía en una batería principal de cuatro cañones de 240 mm SK L/40 dispuestos en dos torretas dobles, situadas una a proa y otra a popa de la superestructura central.}

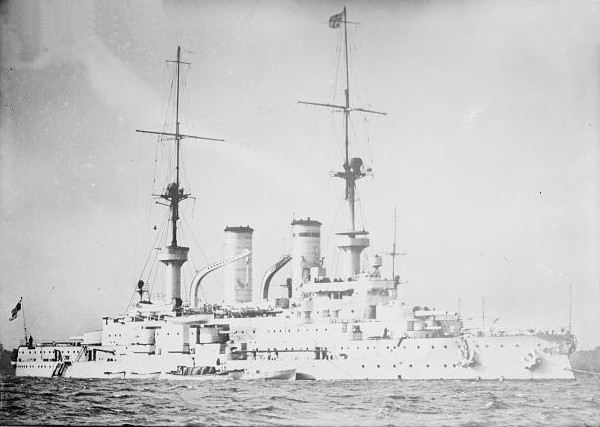
El Wittelsbach antes de la guerra.

Su armamento secundario consistía en 18 cañones de 150 mm SK L/40, cuatro emplazados en torretas simples a mitad del buque y el resto en montajes simples MPL en casamatas.
12 cañones de 88 mm SK L/30 de tiro rápido,
El armamento se completaba con seis tubos lanzatorpedos de 450 mm, situados sobre la línea de flotación en montajes.

## Naves
- SMS Wittelsbach, construido por Kaiserliche Werft Wilhelmshaven, botado en septiembre de 1899, completado en octubre de 1902, a un coste de 22 740 000 de marcos.
- SMS Zähringen, construido por Germaniawerft en Kiel, botado en junio de 1901, completado en octubre de 1902, a un coste de 22 275 000 de marcos.
- SMS Schwaben, construido por Kaiserliche Werft Wilhelmshaven, botado en agosto de 1901, completado en abril de 1904, a un coste de 21 678 000 de marcos.
- SMS Mecklenburg, construido por AG Vulcan, Stettin, botado en noviembre de 1901, completado en junio de 1903, a un coste de 22 329 000 de marcos.
- SMS Wettin, construido por Schichau, Danzig, botado en junio de 1901, completado en octubre de 1902, a un coste de 22 597 000 de marcos.